# Le Caule-Sainte-Beuve
Le Caule-Sainte-Beuve is een gemeente in het Franse departement Seine-Maritime (regio Normandië) en telt 366 inwoners (2004). De plaats maakt deel uit van het arrondissement Dieppe.

## Geografie
De oppervlakte van Le Caule-Sainte-Beuve bedraagt 16,6 km², de bevolkingsdichtheid is 22,0 inwoners per km².
De onderstaande kaart toont de ligging van Le Caule-Sainte-Beuve met de belangrijkste infrastructuur en aangrenzende gemeenten.

## Demografie
Onderstaande figuur toont het verloop van het inwonertal (bron: INSEE-tellingen).